# Gravel Inlet
Das Gravel Inlet (von englisch gravel ‚Geröll‘) ist eine Bucht an der Ingrid-Christensen-Küste des ostantarktischen Prinzessin-Elisabeth-Lands. In den Vestfoldbergen liegt sie auf der Südseite des Ellis-Fjords.
Das Antarctic Names Committee of Australia benannte sie nach der Beschaffenheit des Strands am Kopfende der Bucht.